# Parapluie
Pour les articles homonymes, voir Parapluie (homonymie).

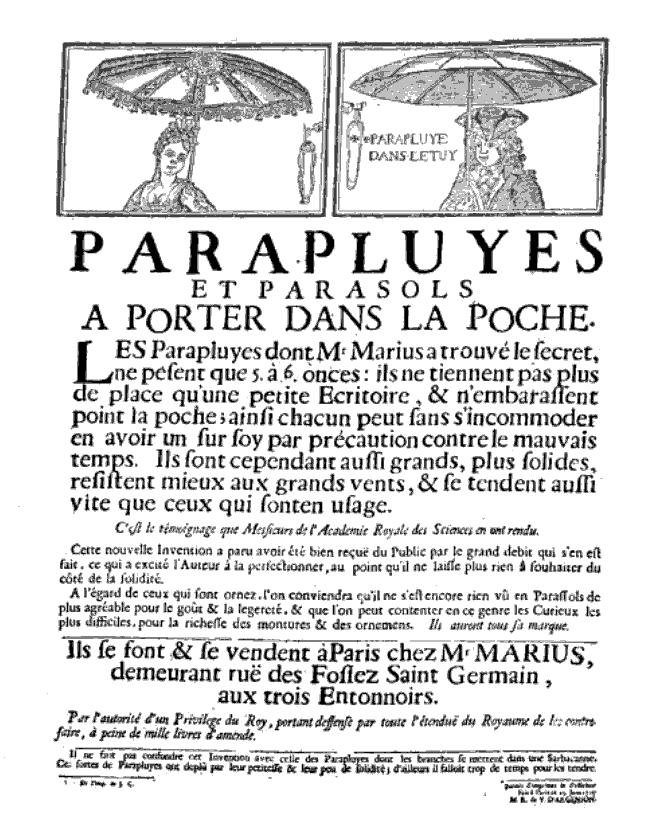
Affiche commerciale : Parapluyes et parasols à porter dans la poche, invention de Jean Marius (Paris, gravure sur bois, c. 1715).

Désagrémens des parapluies, caricature (gravure sur bois rehaussée, c. 1800).

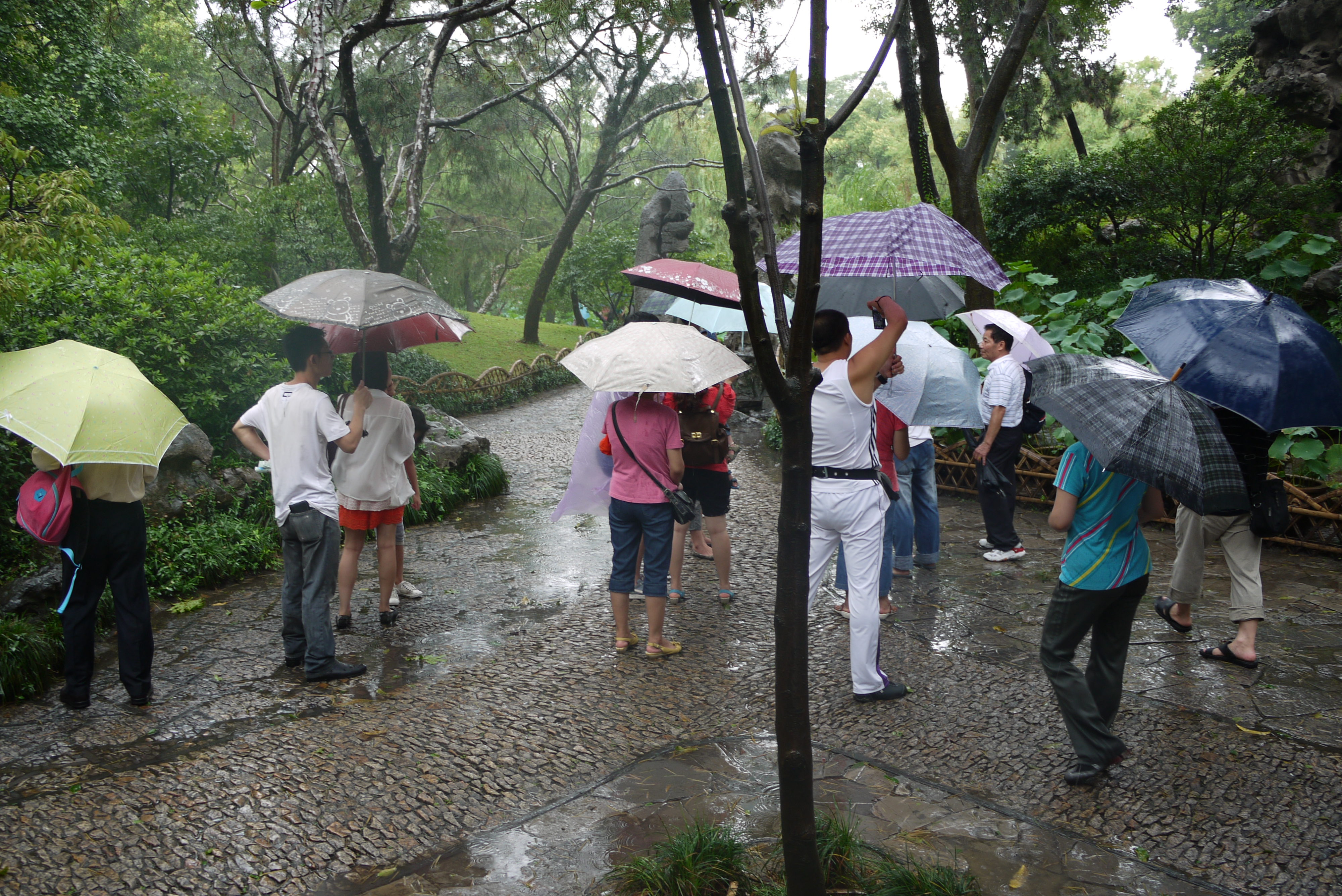
Les visiteurs d'un jardin de Suzhou, en Chine, pendant un typhon.

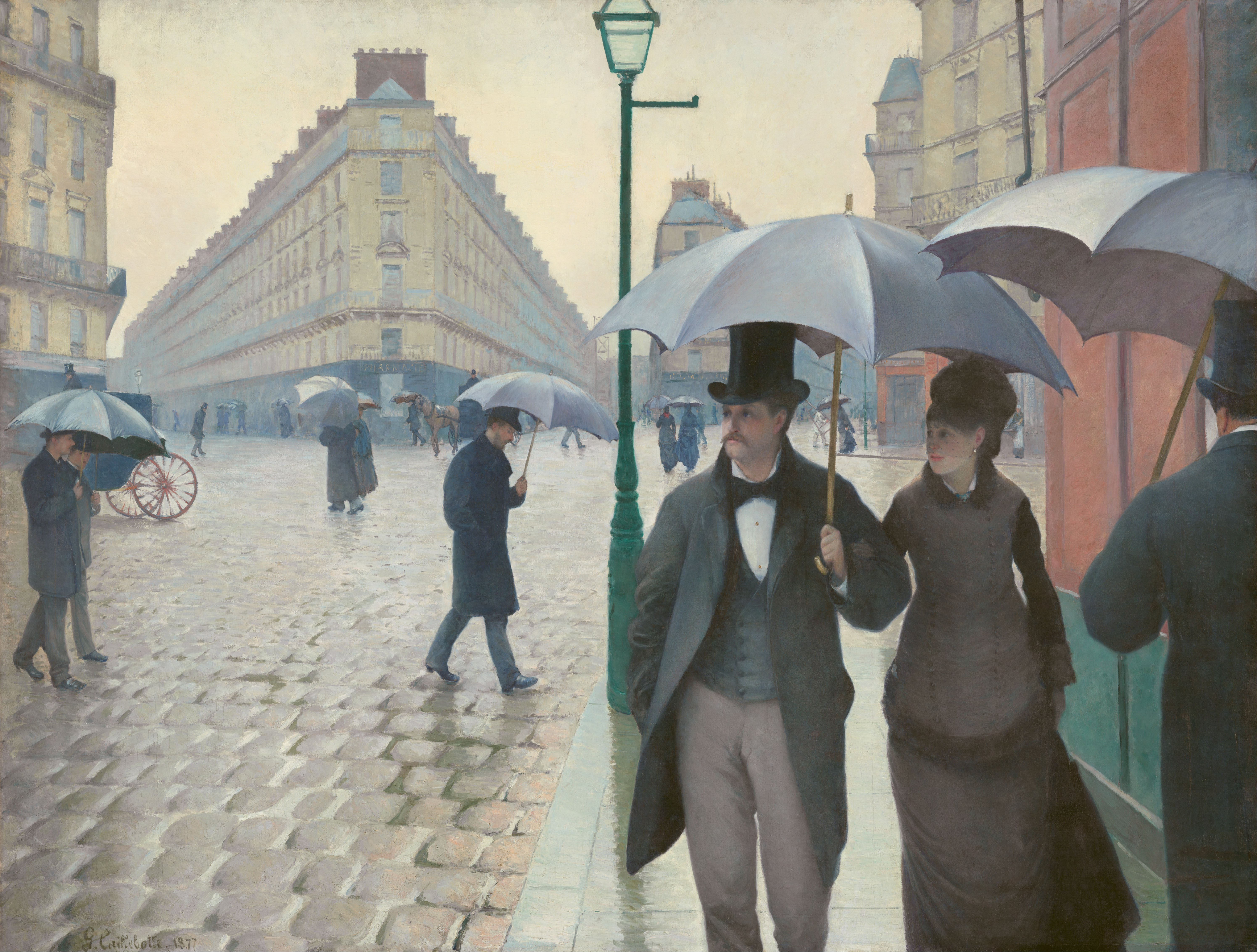
Gustave Caillebotte : Rue de Paris, temps de pluie (1877).

Un parapluie est un dispositif portable et pliable, permettant de se protéger de la pluie et servant aussi à se protéger du soleil. Les parasols et les ombrelles sont construits sur le même principe, mais ne sont pas forcément étanches et ne protègent généralement que du soleil.

## Conception
Le dispositif varie en taille et en forme, mais sa conception est fondamentalement la même : un bâton (ou mât) central soutient des tiges articulées (les baleines) par l'intermédiaire d'un anneau coulissant (ou coulant). Lorsque l'anneau est en position basse, les baleines sont complètement aplaties le long du mât ; lorsque l'anneau est en position haute, les baleines sont déployées et leur tension tend la toile en cercle autour du mât.
Le nombre de baleines varie de quatre (pour les parasols carrés utilisés sur les marchés de plein air) à huit ou dix en général pour les parapluies. Elles sont réparties à intervalles réguliers sur le pourtour du mât.
Sur les parapluies et les ombrelles, la tige centrale comporte une poignée à son extrémité inférieure, pour une meilleure prise en main.

L'utilisation des parasols se fait plutôt à poste fixe ; l'extrémité inférieure de leur mât est donc généralement conçue pour s'emboîter dans un support ou pour être plantée dans le sol, de manière qu'un coup de vent ne puisse l'emporter.
Depuis le début du XXIe siècle, les parapluies sont considérés comme des éléments consommables, à bas coût de production (inférieur à 1 euro). En France, c'est 10 millions de parapluies qui sont jetés dans les poubelles chaque année.

## Historique

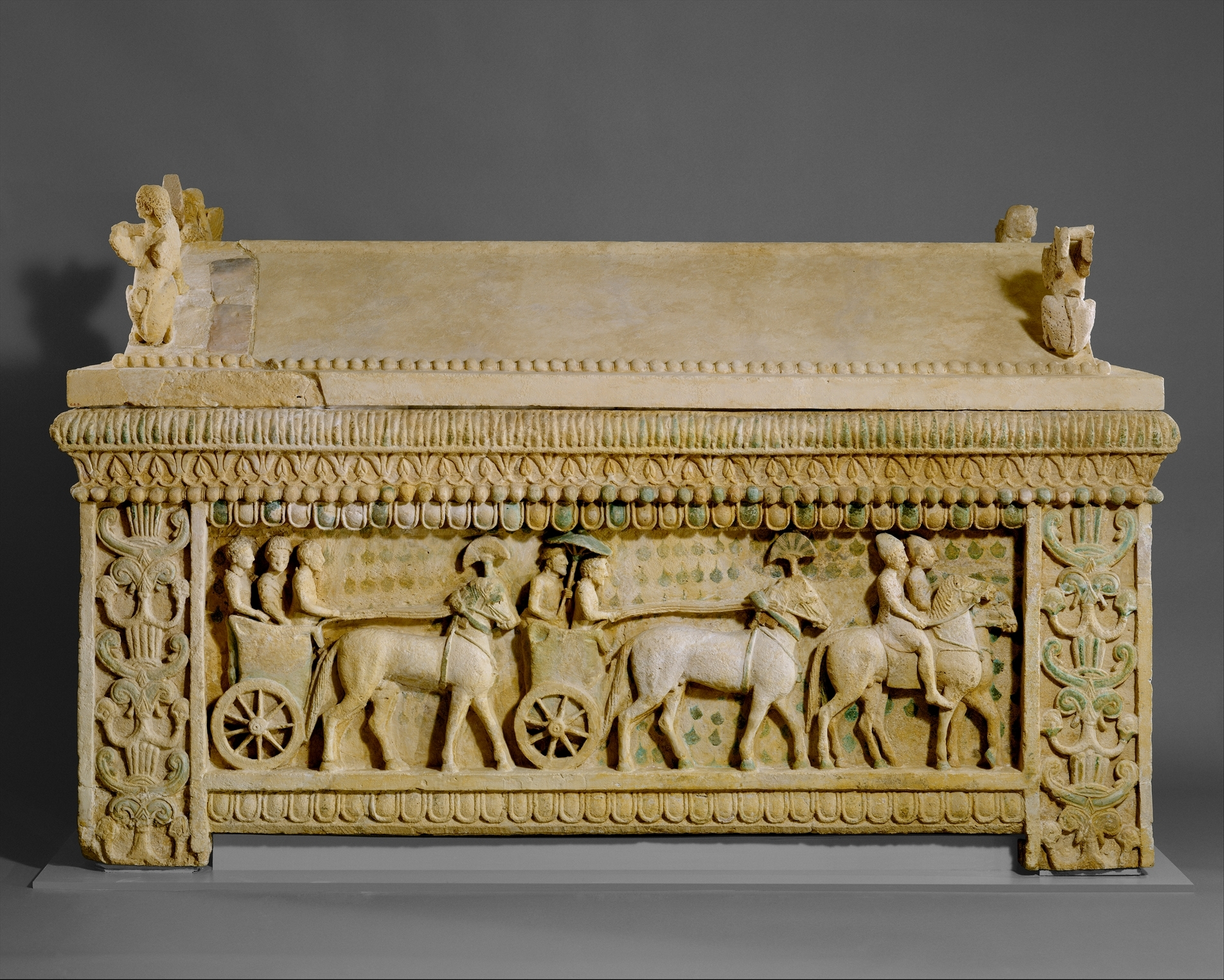
Parapluie asiatique sur le sarcophage d'Amathus.

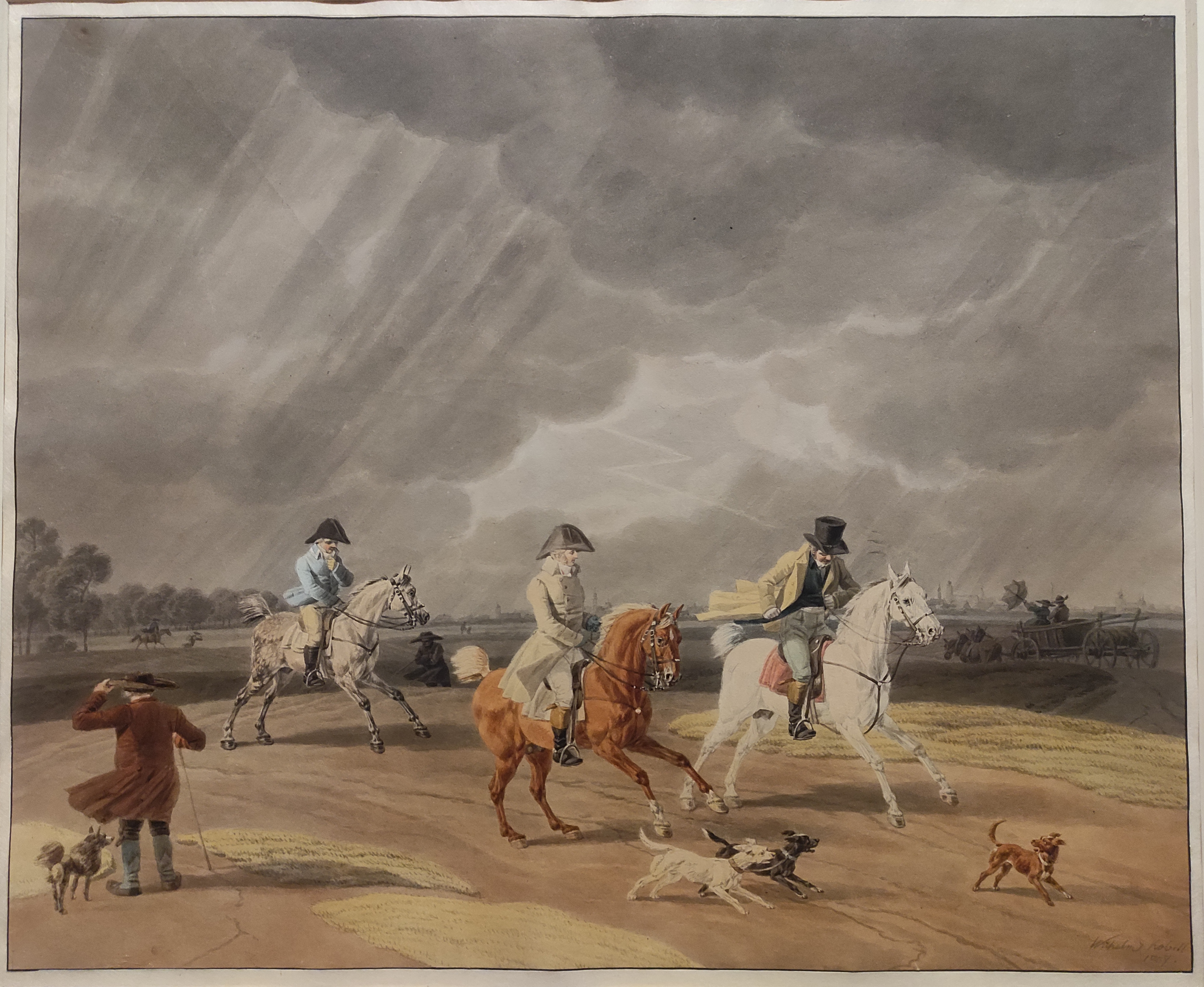
Wilhelm von Kobell, Cavaliers par temps agité, 1807. Au second plan à droite, une personne tient un parapluie soufflé par le vent.

- L'empereur Wang Mang, fondateur de la dynastie Xin, aurait conçu au Ier siècle un parapluie-parasol démontable (avec des articulations lui permettant de s’agrandir et de se rétracter) fixé sur un chariot lors d’une cérémonie religieuse[4].

- Dans l'Europe médiévale, les personnes n'utilisaient pas de parapluies mais portaient une « chape de pluie », grande pelisse à manches et d'une étoffe imperméable. Thomas Coryate signale en 1611 l'usage de parapluies ou plutôt d'ombrelles (pour le soleil), à Crémone[5]. Les Œuvres de Tabarin en 1622 font pour la première fois mention de l'usage de parapluies en toile cirée[6].

- Dans Robinson Crusoe (1719), le héros homonyme se confectionne un « parasol ou parapluie », en ayant découvert l'usage au Brésil « où les grandes chaleurs rendent ce meuble nécessaire ».

- Le premier parapluie pliant est créé à Paris en 1705 par un commerçant, Jean Marius[7], qui invente le « parapluie brisé » se mettant dans un étui. En 1759, un savant français du nom de Navarre imagine le parapluie-canne, où la seconde sert d'étui au premier. La diffusion de cet objet dans la haute société du XVIIIe siècle progresse rapidement, au point qu'il devient un accessoire de mode pendant la Révolution française[8].

- Se développant en France au début du XIXe siècle, le parapluie plaît moins au Royaume-Uni. En effet, lorsqu'il y pleuvait, une personne chic faisait appel à une voiture, alors qu'une personne qui avait un parapluie apparaissait comme ne pouvant pas se la payer. En 1814, sur le champ de bataille de Bayonne, le duc de Wellington voit ses officiers sortir des parapluies devant le mauvais temps et leur dit que c'était « non seulement ridicule mais une atteinte à l'esprit militaire »[9].

- En 1852, Samuel Fox (en) introduit le très novateur « U », conçu pour l'acier du parapluie à squelette nervuré de façon à combiner légèreté, force et élasticité.

- Le manche télescopique est quant à lui attribué à l’Allemand Hans Haupt en 1930 ; même si dès 1705 le Français Jean Marius avait inventé un système pliant le parapluie en trois afin de le ranger dans une poche[10].

- En Inde et dans les pays du sud-est asiatique, les parapluies sont très utilisés en période de mousson. Tout un marché de la réparation des parapluies s'est constitué : des spécialistes réparent à peu de frais un parapluie retourné par le vent, augmentant ainsi la durée de vie d'un objet relativement fragile.

- Il existe également des parapluies ultra-compacts, dont la tige est télescopique et dont les baleines peuvent se replier en deux. Leur déploiement est automatique : un mécanisme à ressort est libéré par une pression sur un simple bouton. Le ressort est retendu lors du repliement par l'utilisateur.

- Certains parapluies tempêtes utilisés dans le jeu de golf comportent un évent de toile maintenu par des sangles élastiques à leur sommet pour limiter la prise au vent et éviter leur retournement en cas de bourrasque.

### Dénominationargotique

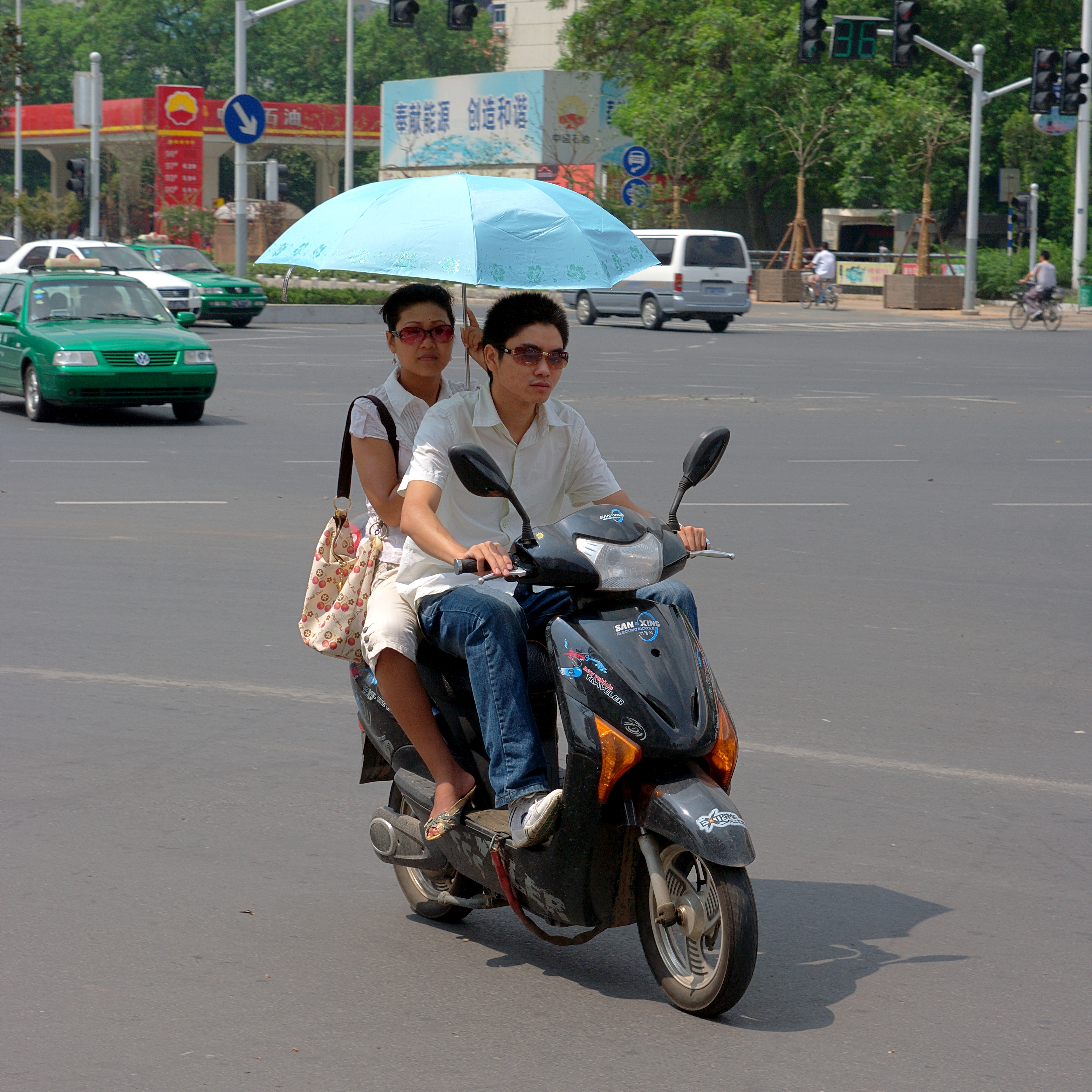
Couple de Chinois à moto en ville, la femme à l'arrière tenant un parapluie ouvert.

- Riflard, du nom d'un personnage de la comédie La Petite Ville de Louis-Benoît Picard (1801).
- Pépin, du nom d'un personnage du vaudeville de Sewrin Romainville, ou, La promenade du dimanche (1807).
- Pébroc ou pébroque dérivé du terme précédent.

### Culture

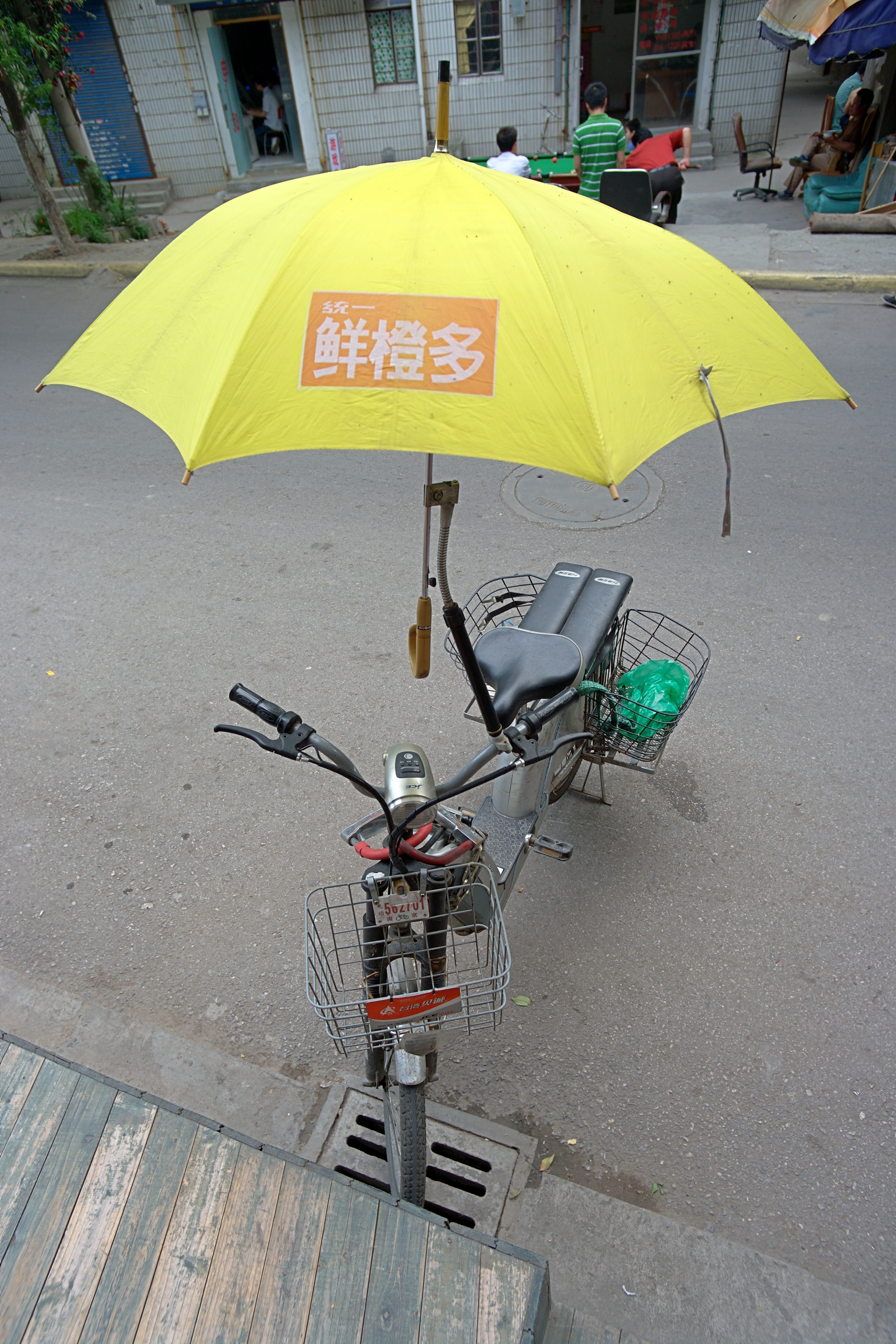
En Chine, vélo avec un support pour un parapluie contre le soleil.

Les divers peuples ont des habitudes parfois très différentes dans les usages du parapluie ou de l'ombrelle.

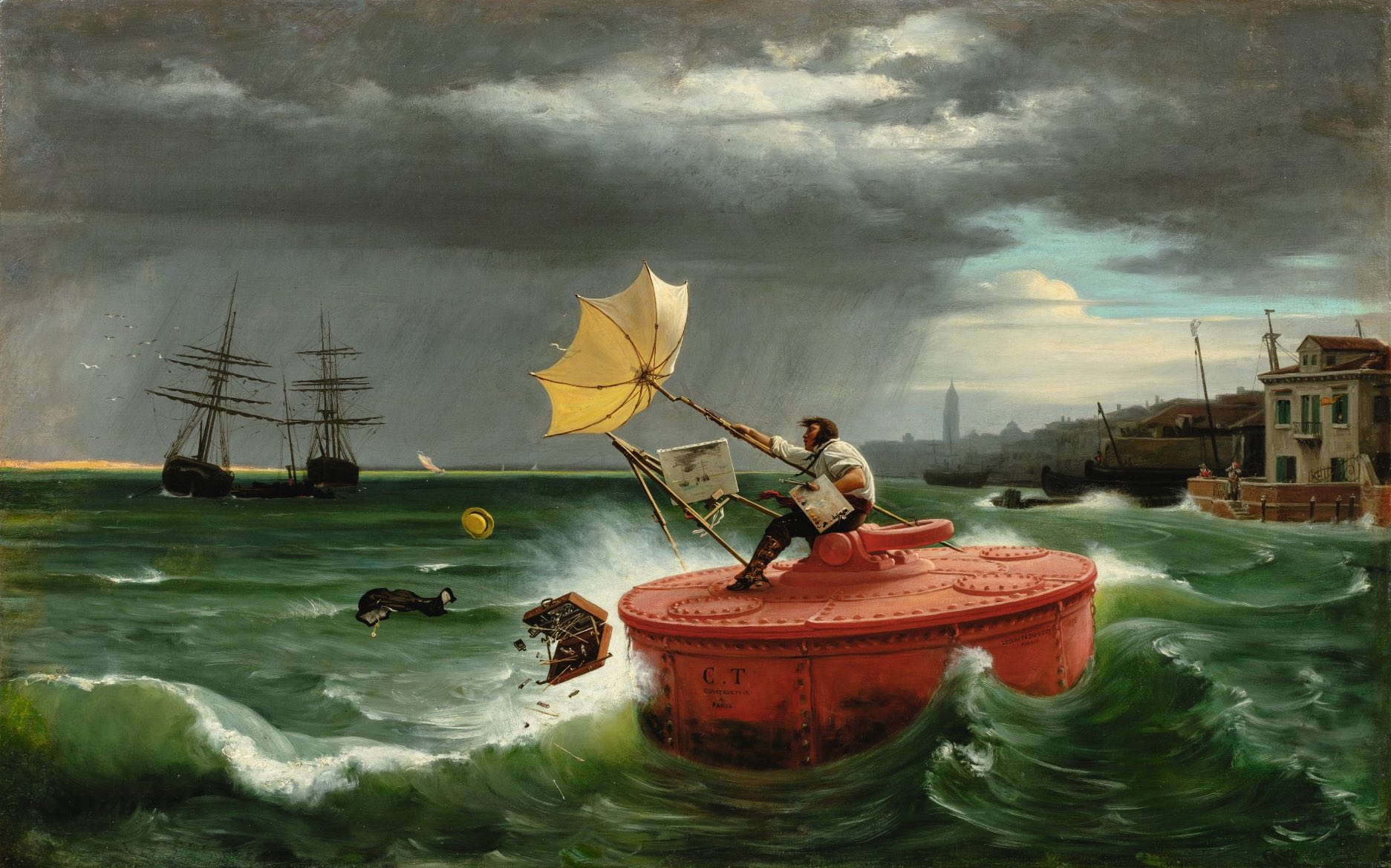
Jean-Jules-Antoine Lecomte du Nouÿ, Le Coup de vent, 1875.

Les archives de Toulouse indiquent que l'armée anglaise avait réquisitionné des parapluies chez les bergers des Pyrénées. Lors de la bataille de Toulouse (1814) cela leur donnait un net avantage sur les troupes françaises, parce que la poudre des fusils restait sèche, tandis que celle de l'adversaire était mouillée par la pluie et donc inutilisable.

## Symboles
En Unicode, les symboles sont :
- U+2602 ☂ parapluie (HTML : &#9730; =pluie)
- U+2614 ☔ parapluie sous la pluie (HTML : &#9748; =pluvieux)
- U+1F302 🌂 closed umbrella (HTML : &#127746;)

## Ombrelle
Conçues sur le même système que le parapluie, elles sont en tissu léger et fin, souvent en dentelle. Elles étaient utilisées pour préserver le teint blanc des aristocrates lors des promenades estivales.
En Chine, dès le XIe siècle, l'ombrelle est l'apanage des nobles : les branches sont fabriquées en bambou ou en santal et la couverture est en feuilles ou en plumes.
Le mot ombrelle apparait en français vers le XVIe siècle, il vient de l'italien : ombrello (petite ombre).

## Parasol
Plus grand que l'ombrelle traditionnelle, leur rôle consiste essentiellement à protéger du soleil plusieurs personnes lors de sorties à la plage ou de pique-nique.

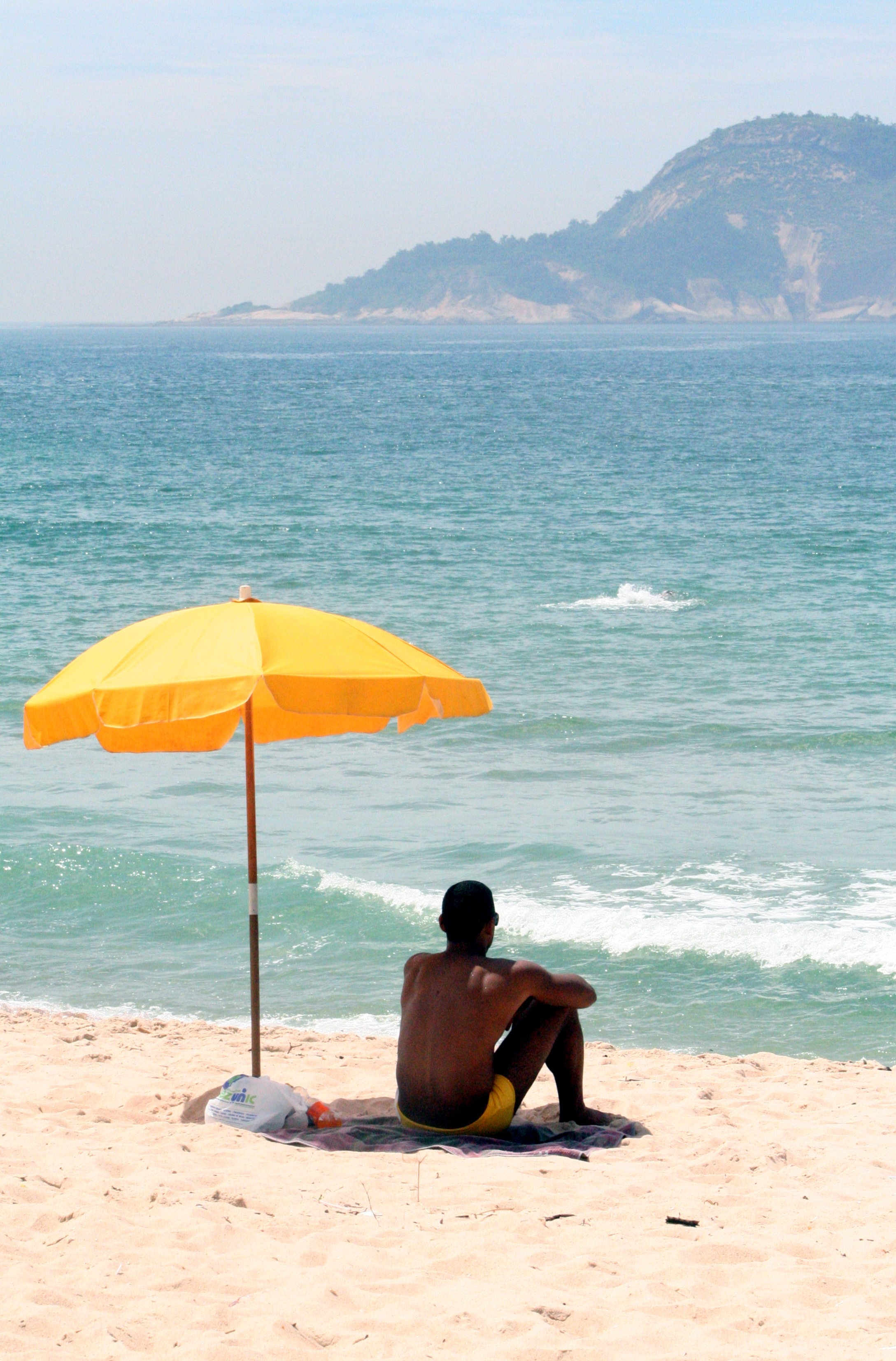
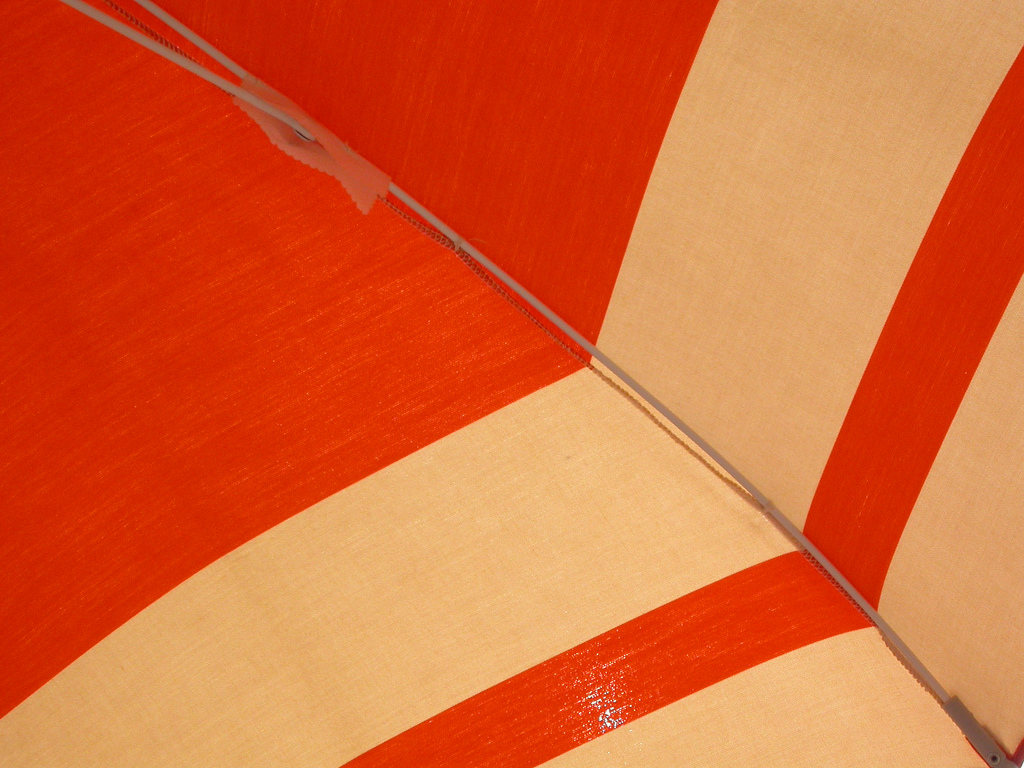
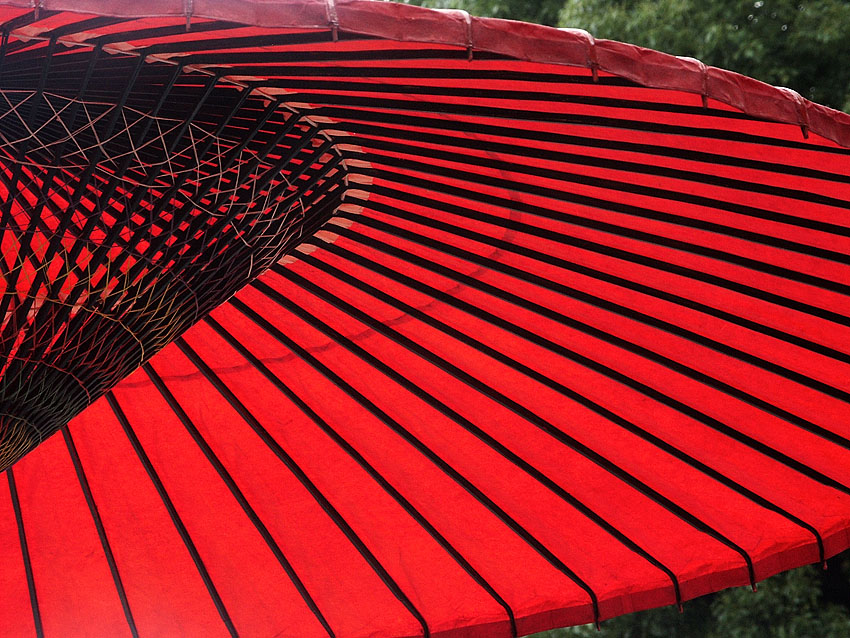
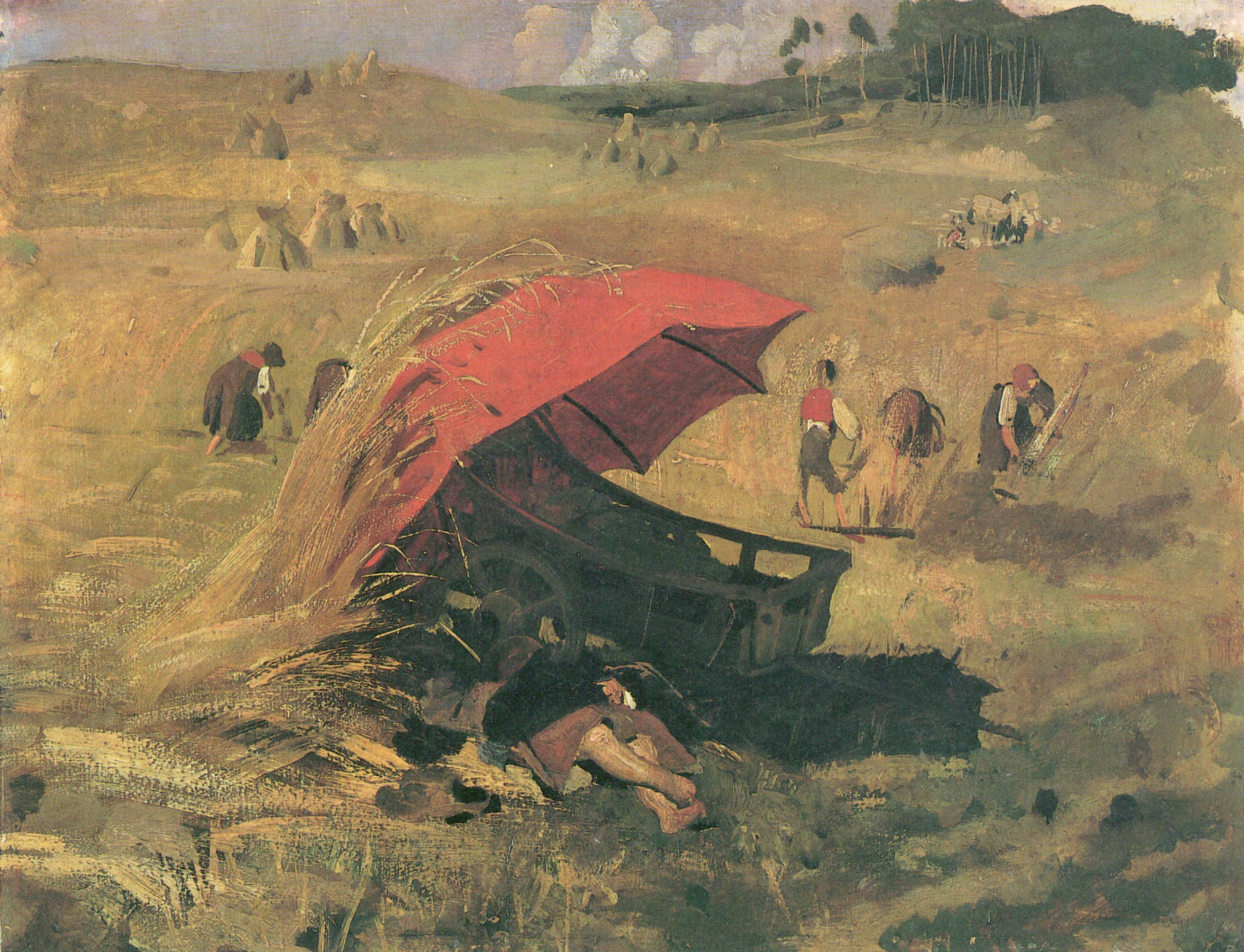